# Нижний Унур
Нижний Унур — деревня в Уржумском районе Кировской области в составе Лопьяльского сельского поселения.

## География
Находится на расстоянии примерно 19 километров на юг от районного центра города Уржум.

## История
Известна с 1802 года, когда здесь было учтено 24 ясашных душ (мужского пола). В 1873 году здесь было учтено дворов 25 и жителей 165, в 1905 37 и 256, в 1926 45 и 217 (150 мари), в 1950 55 и 216. В 1989 году учтено 179 жителей.

## Население
Постоянное население составляло 227 человек (мари 83 %) в 2002 году, 184 в 2010.